# Dan Wheeler
Daniel Michael Wheeler, né le 10 décembre 1977 à Providence (Rhode Island) aux États-Unis, est un lanceur de relève droitier évoluant en Ligue majeure de baseball avec les Indians de Cleveland.

## Carrière
Après des études secondaires à la Pilgrim High School de Warwick (Rhode Island), Dan Wheeler suit des études supérieures au Central Arizona College. Il est drafté le 4 juin 1996 par les Devil Rays de Tampa Bay.
Il passe trois saisons en Ligues mineures avant de faire ses débuts en Ligue majeure le 1er septembre 1999.
Libéré par Tampa Bay après la saison 2001, il signe avec les Braves d'Atlanta, mais ne jouera que pour le club-école de ceux-ci au niveau AAA avant d'être libéré une fois de plus. Fort d'une nouvelle entente signée comme agent libre, il se joint aux Mets de New York, avec qui il dispute la saison 2003.
Le 27 août 2004, il est échangé aux Astros de Houston en retour d'un joueur des mineures, Adam Seuss. Il apparaît en séries éliminatoires, d'abord en Série de division contre Atlanta, puis en Série de championnat contre Saint-Louis et n'accorde aucun point en huit manches lancées.
En 2005, il participe à la Série mondiale avec les Astros mais connait une mauvaise sortie contre les White Sox de Chicago, qui balaient Houston en quatre parties consécutives.
En 2007, Wheeler est utilisé dans un rôle de stoppeur par les Astros lorsque Brad Lidge est tenu à l'écart du jeu par une blessure, mais au retour de son coéquipier, Houston décide d'échanger le lanceur à son équipe originale. Wheeler passe donc aux Rays le 28 juillet 2007, en retour du joueur de troisième but Ty Wigginton et d'une somme d'argent.
Dan Wheeler participe à nouveau aux Séries mondiales en 2008, alors que Tampa Bay baisse pavillon devant Philadelphie.
En décembre 2010, Wheeler signe un contrat d'un an et une année d'option avec les Red Sox de Boston. Il fait 47 apparitions en relève et présente une moyenne de points mérités de 4,38 en 2011 chez les Sox.
Le 26 janvier 2012, Wheeler rejoint les Indians de Cleveland via un contrat des ligues mineures.